# 1363 Герберта
1363 Герберта (1363 Herberta) — астероїд головного поясу, відкритий 30 серпня 1935 року.
Тіссеранів параметр щодо Юпітера — 3,283.